# Grahamina nigripenne
Grahamina nigripenne és una espècie de peix de la família dels tripterígids i de l'ordre dels perciformes.

## Morfologia
- Els mascles poden assolir 9 cm de longitud total.[1][2]

## Hàbitat
És un peix de clima temperat i demersal.

## Distribució geogràfica
Es troba a Nova Zelanda.

## Observacions
És inofensiu per als humans.